# Bentō
Il bentō (弁当?, bentō) è un vassoio contenitore con coperchio, di varie forme e materiali, adibito a servire un pasto, in singola porzione, preparato in casa o all'aperto. Si tratta di un oggetto comune nella cucina giapponese.

## Composizione

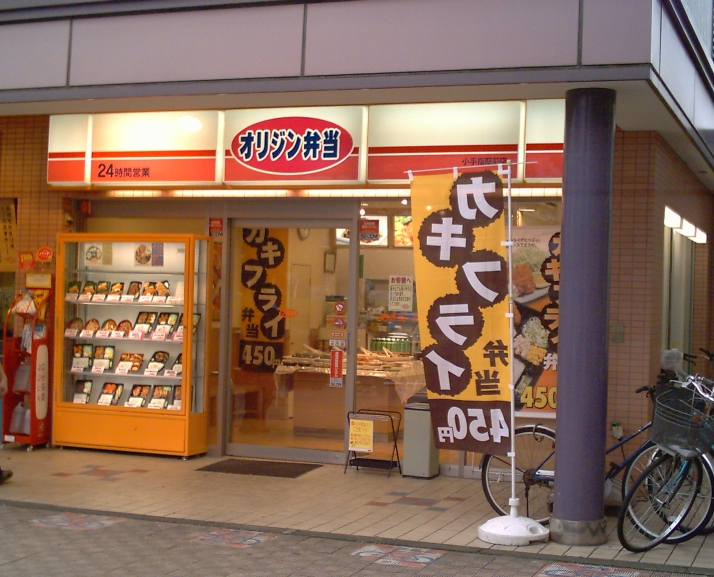
Un negozio di bentō

Il bentō, oltre che un vassoio, è un pranzo preconfezionato, solitamente consumato nella pausa pranzo. La scatola da bentō è dotata di divisori interni atti a separare cibi differenti e viene avvolta in un pezzo di carta, di tessuto o in borse speciali insieme alle bacchette (箸?, hashi). Il bentō viene sempre confezionato in modo da creare un pacchettino esteticamente gradevole, studiando le combinazioni di colore dei cibi e la maniera di porli, coordinando vassoio, bastoncini, cibo, tovaglietta e tutto il resto.
Le scatole bentō sono di vari materiali e dimensioni: possono essere di plastica usa e getta, di legno o metallo, semplici, stampate, decorate, oppure addirittura opere artistiche laccate e fatte a mano. Alcuni hanno uno scompartimento thermos, che contiene riso mantenuto caldo o miso, di solito utilizzato come bevanda per il pranzo al posto di acqua o tè. Il bento contiene riso e contorni (おかず?, okazu), ovvero diverse specialità di pesce, carne, verdure, onigiri, tempura, verdure cotte o marinate, tōfu e altri cibi varianti a seconda della stagione.
I bentō possono essere personalizzati e molto elaborati. Nello stile kyaraben (キャラベン? abbreviazione che sta per "bento dei personaggi"), ad esempio, il cibo viene decorato per apparire come i cartoni animati (anime), i fumetti (manga) o videogiochi giapponesi più popolari. Un altro stile per i bentō è l'oekakiben ("bentō-ritratto"), decorato per ritrarre persone, animali, edifici, monumenti o cose come fiori e piante. Vengono organizzate addirittura gare per competere nella realizzazione esteticamente più gradevole.
Il bentō viene dato ai bambini per portarlo a scuola ed agli adulti in ufficio, ma anche ai picnic ed alle feste, perciò deve essere comodo e pratico da mangiare, ad esempio porzionando i cibi in piccole parti. In Giappone il bentō assume anche valenze particolari e sentimentali. Spesso nei manga e negli anime le ragazze portano all'innamorato un bentō preparato in casa, come anche la moglie al marito.

## Disponibilità
Sebbene sia possibile trovare i bentō in moltissimi luoghi in tutto il Giappone (bentō shops (弁当屋?, bentō-ya), discount e negozi di quartiere, è ancora comune per le massaie giapponesi spendere molto tempo ed energie per prepararlo per i propri mariti e figli. 
I bentō sono molto diffusi anche nelle stazioni ferroviarie e in questo caso chiamati ekiben (駅弁?). Essi variano da regione a regione e sono considerati un modo per promuovere le specialità e le tradizioni locali. Anche gli aeroporti offrono una versione analoga all'ekiben, chiamata soraben (空弁?) ovvero bentō preparati con ricette di cucina locale, che possono essere consumati durante l'attesa o in volo.

## In altre culture
Esistono contenitori simili al bentō nelle Filippine (detti Baon), Corea (Dosirak) Taiwan (Biadang) e India (Tiffin).

## Etimologia
La parola "bento" deriva dal termine 便當 (biàndāng, conveniente), dialetto del Song del sud (Cina), poi portato in Giappone scritto col sistema ateji 便道, 辨道, e 辨當, mentre in shinjitai è scritto 弁当.

## Storia

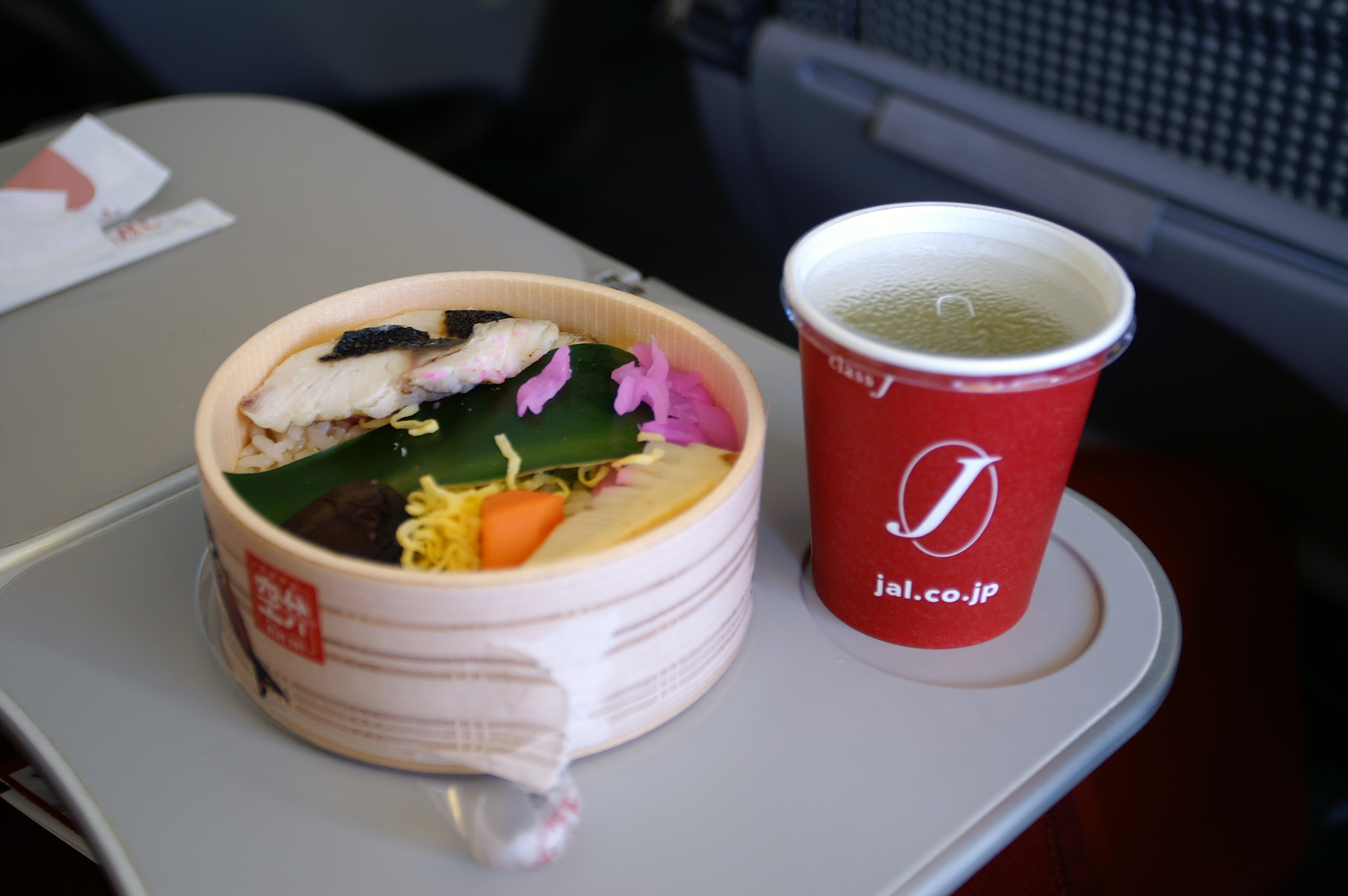
Un bentō servito in aereo

Le origini del bentō risalgono al tardo periodo Kamakura (1185-1333), quando fu inventato il riso chiamato hoshi-ii (糒?, pasto essiccato), che può essere mangiato così oppure bollito in acqua e poi trasportato in piccole sacche. Nel periodo Azuchi-Momoyama (1568-1600) si cominciarono a realizzare scatole di legno laccato e il bentō veniva mangiato durante un hanami o un tè.

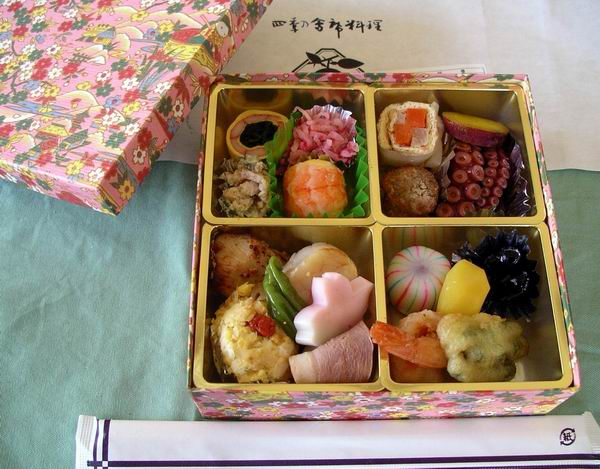
Hanami Bentō.

Nel periodo Edo (1603-1867) la cultura del bento si diffuse raffinandosi. I viaggiatori ed i turisti si portavano dietro un semplice koshibentō (腰弁当, bento a cintura), che consisteva in molti onigiri avvolti con foglie di bambù o in scatole di bambù intrecciato. Uno degli stili di bentō più popolari è chiamato makuno-uchi bentō ("bento tra gli atti"), inventato proprio in questo periodo. Coloro che andavano a vedere le opere del genere Nō e Kabuki mangiavano soprattutto bento preparati nella pausa tra due atti. Molti libri di cucina furono pubblicati con spiegazioni su come cucinare, impacchettare e preparare bentō per occasioni come hanami e hinamatsuri.
Nel periodo Meiji (1868-1912) venne venduto il primo ekibentō o ekiben (駅弁当?, "bento della stazione dei treni"). Ci sono molte documenti che pretendono di identificare il luogo dove per la prima volta è stato venduto un ekibentō, ma si ritiene comunemente che l'episodio sia avvenuto il 16 giugno 1885 alla stazione di Utsunomiya: il pasto conteneva due onigiri ed un piatto di yakuan avvolto in foglie di bambù. Siccome molte scuole non provvedevano al pranzo, studenti ed insegnanti portavano il bento da casa, così come facevano molti lavoratori. In questo periodo si cominciò a vendere un bento stile europeo, con panini.
Nel periodo Taishō (1912-1926) fecero la loro comparsa i bentō in alluminio, considerati un lusso visto il loro aspetto simile all'argento e la semplicità d'uso. Inoltre, poiché le differenze sociali erano molto diffuse in questo periodo, a seguito del boom delle esportazioni durante la prima guerra mondiale e delle carestie di cereali nella regione Tōhoku, vi furono provvedimenti per abolire nelle scuole la pratica del bentō, che spesso rifletteva la ricchezza dello studente. Dopo la seconda guerra mondiale la pratica di portare il bentō a scuola declinò gradualmente e fu rimpiazzata da cibo fornito dalle scuole stesse a studenti ed insegnanti.
Il bentō tornò popolare negli anni ottanta, con l'aiuto dei forni a microonde e la diffusione dei convenience store. Inoltre l'alto prezzo delle scatole di legno e metallo favorirono l'utilizzo di scatole in plastica. Dagli anni duemila c'è stato un ritorno del bentō fatto in casa, pratica ormai comune nelle scuole giapponesi e che inizia a diffondersi sporadicamente anche in altri Paesi. I bentō fatti in casa sono talvolta avvolti in furoshiki, che funge sia da borsa che da sottopiatto.

## Tipi di bentō
- Makunouchi bentō (幕の内弁当?) è uno stile classico di bentō con riso, ume sottaceto (umeboshi), una fetta di salmone alla griglia, un uovo in camicia, ecc[6].
- Noriben (海苔弁? bentō d'alghe) è il bentō più semplice, con riso bollito avvolto in alghe nori, imbevute nella salsa di soia[7].
- Sake bentō (鮭弁当? bentō al salmone) è un semplice bentō con salmone alla griglia come piatto base[7].
- Shidashi bentō (仕出し弁当?) è preparato nei ristoranti e consegnato durante il pranzo, è spesso mangiato in occasioni speciali come feste o funerali[8].
- Hinomaru bentō (日の丸弁当?) è il nome per un bentō formato da riso bianco con al centro un umeboshi, senza altre pietanze insieme. Il nome deriva da Hinomaru, la bandiera giapponese, che ha uno sfondo bianco con un cerchio rosso al centro. L'origine dell'hinomaru bentō è attribuita all'iniziativa di una studentessa della prefettura di Hiroshima nel 1937, dove questo pasto veniva consumato ogni lunedì dagli studenti in segno di solidarietà con le truppe stanziate in Cina. Dal 1939 questo tipo di bentō si diffuse in tutto il Paese e negli anni a seguire divenne un simbolo dell'unità nazionale e della mobilitazione bellica[9].
- Hokaben (他弁? "altro" bentō) si riferisce ad ogni tipo di bentō comprato nei negozi da asporto. Il termine si è iniziato a diffondere negli anni '80 del XX secolo, soprattutto tra i giovani[10].
- Hayaben (早弁?) è un bentō mangiato prima di pranzo, quando si sa che si avrà un pasto poco dopo[11]. Il termine deriva da hayai (早い?) che significa "presto".
- Chūka bentō (中華弁当?), bento contenente cibo cinese, come involtini primavera, pollo fritto, ecc. Tipico della stazione di Nagano[7].
- Sanshoku bentō (三色弁当? bentō dai tre colori), composto da tre sezioni separate contenenti: pollo e riso; sushi su riso; vari ingredienti come gamberi, polpette di pesce, ecc. su riso. Tipico della stazione di Hakata, nella prefettura di Fukuoka[7].